# ترز لاواسوار

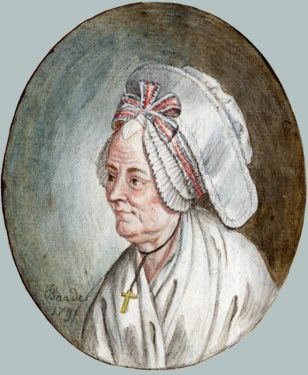
طرح‌نگاره‌ای از چهرهٔ ترز لاواسوار، همسر روسو

ترز لاواسوار (۱۷۲۱-۱۸۰۱) زنی فرانسوی بود که به عنوان پیشخدمت، شریک جنسی، و در مقطعی کوتاه همسر ژان ژاک روسو مطرح بود. او با روسو صاحب پنج بچه شدند و هر پنج بچه را به نوانخانه سپردند.